# نخت نيت
نخت نيت ، هي ملكة مصرية عاشت خلال العصر العتيق، ومن المرجح جدا أن تكون زوجة الملك دن الذي حكم في الأسرة الأولى حوالي عام 2900 ق.ح.ع.
و نخت نيت معروفة فقط من مقبرتها التي تم العثور عليها في ممر جانبي في مقبرة دن في أبيدوس. وهي في هذا القبر تحمل ألقاب «صاحبة صولجان حتس الكبير» و «من تحمل حور». وهذه اللوحة التي تحمل عليها هذه الألقاب موجودة حالياً في المتحف المصري بالقاهرة تحت رقم JE35005 ، وهي بأبعاد حوالي 31.6 سم في 18.5 سم.